# Pejotyzm
Pejotyzm (ang. Peyotism) – synkretyczna religia kultywowana przez Native American Church (pol. Amerykański Kościół Tubylczy, Rodzimy Kościół Amerykański lub Kościół Amerykański), łącząca chrześcijaństwo, tradycyjne indiańskie kulty i sakramentalne spożycie pejotlu. Pejotyzm powstał pod koniec XIX wieku i rozprzestrzenił się wśród Indian Ameryki Północnej, przyczyniając się – jako ruch adaptacji – do odnowy duchowej plemion i do powstania więzi panindiańskich. Stanowi najliczniejszy rodzimy ruch religijny wśród Indian Północnoamerykańskich. W 1996 liczbę wiernych szacowano na 250 tys.

## Historia

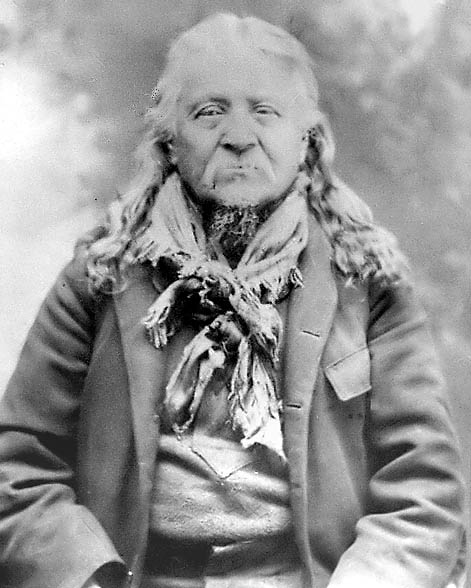
John Wilson, jeden z twórców pejotyzmu

Jazgrza Williamsa (Lophophora williamsii), inaczej nazywany pejot lub pejotl (od azteckiego słowa pejotl), to niewielka, nieposiadająca cierni bylina z rodziny kaktusowatych, naturalnie występująca w północnym Meksyku i w dolinie Rio Grande w Teksasie. Z jego górnej kulistej części otrzymuje się używkę zwaną pejotl, która zawiera meskalinę mającą właściwości halucynogenne. Psychoaktywne właściwości pejotlu były wykorzystywane w praktykach religijnych i leczniczych przez Indian północnego Meksyku od kilku tysięcy lat. Po introdukcji pejotu w południowej części Wielkich Równin, w południowo-zachodniej części Terytorium Indiańskiego (w dzisiejszym stanie Oklahoma) w latach 70. XIX wieku pejotyzm zaczął się tworzyć jako nowa religia łącząca ceremonie spożywania pejotlu z północnego Meksyku z tradycyjnymi teologiami Wielkich Równin.
W ramach „cywilizowania” Indian Amerykańskich wiele Kościołów chrześcijańskich (zarówno Kościół katolicki, jak i protestanckie) próbowało nawracać ich na chrześcijaństwo. Był to proces powolny i dający niewielkie sukcesy. Dał on jednak podwaliny pod rozwój nowej synkretycznej religii łączącej tradycyjne wierzenia plemienne i religię chrześcijańską. Nowa religia nie powstałaby również bez znaczących zmian w życiu Indian wywołanych ekspansją białego człowieka i jego cywilizacji. Wymusiła ona wielkie migracje, zaprzestanie koczowniczego trybu życia i załamanie się tradycyjnego sposobu życia. Podobna historia krzywd wielu plemion zaowocowała narodzeniem się świadomości ponadplemiennej ideologii panindiańskiej. W latach 80. XIX wieku doktryna, ceremonie i rytuały pejotyzmu ujednoliciły się i zaczęły się rozprzestrzeniać w obrębie Terytorium Indiańskiego. Do rozwoju i rozprzestrzeniania się nowej religii przyczyniały się działania takich osób, jak np. Quanah Parker z plemienia Komanczów, John Wilson z plemienia Kaddo, Chivato z plemienia Lipan, Jim Aton z plemienia Kiowa oraz Jonathan Koshiway z plemienia Oto. Wzrost popularności pejotyzmu, który propagował przystosowanie się do nowej rzeczywistości i współpracę z białymi ludźmi, przyspieszyła masakra Siuksów nad Wounded Knee w 1890 roku, ostatnie wielkie starcie Indian Wielkich Równin.
Pod koniec XIX i na początku XX wieku nowa religia rozprzestrzeniła się wśród Indian w Oklahomie (w 1907 roku wyznawcy stanowili już większość Indian na obszarze stanu) oraz na całym obszarze Amerykańskich Wielkich Równin aż do Kanady. Najwcześniej popularność zdobyła wśród plemion: Apaczów, Kiowa, Komanczów i Szejenów. W latach 70. XX wieku wyznawcami pejotyzmu była już około połowa Indian w Ameryce Północnej, czyli w przybliżeniu 225–250 tys. osób. Na początku XXI wieku liczba wyznawców również została oszacowana na około 250 tys. osób z ponad 50 plemion.

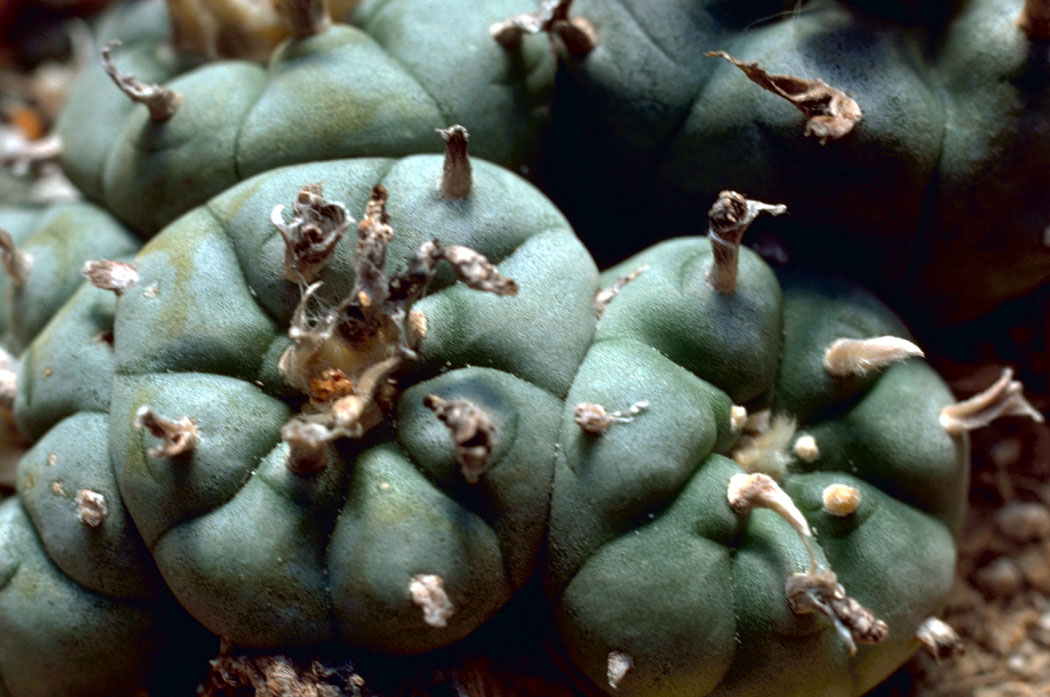
Lophophora williamsii – pejot

Administracja rządowa USA, a później również władze 15 stanów, już od 1888 roku zabraniały używania pejotlu. W ramach obrony zwolennicy pejotyzmu walczyli o prawo do sprawowania kultu na równi z innymi wyznaniami. W 1914 roku Indianie Oto powołali w Oklahomie Kościół Pierworodny (ang. First-born Church of Jesus Christ); za ich przykładem poszły inne plemiona. W 1918 roku w El Reno w Oklahomie spotkali się przedstawiciele gmin wyznaniowych Szejenów, Indian Oto, Kiowa, Osedżów, Komanczów i Apaczów, którzy powołali do istnienia Amerykański Kościół Tubylczy (ang. Native American Church). Jego istnienie zostało oficjalnie uznane przez władze USA. Mimo tego używanie pejotlu wciąż było nielegalne. Od lat 60. XX wieku, w ramach realizacji konstytucyjnej wolności wyznania, indiańskie kulty zyskały szersze wsparcie, m.in. antropologów, a także zapadło kilka przychylnych pejotyzmowi orzeczeń sądów stanowych. W 1978 roku uchwalono Ustawę o wolności religijnej Indian amerykańskich (ang. American Indian Religious Freedom Act) mającą zapewnić prawną ochronę indiańskich religii plemiennych i synkretycznych indiańskich ruchów religijnych, w tym pejotyzmu. Jedynie 28 stanów dostosowało swoje ustawodawstwo do wymogów ustawy. Praktyka pokazała, że nie zapewnia ona należytego wsparcia dla pejotyzmu, co naprawiły poprawki z lat 90.
Na początku XXI wieku pejotl jest zakazany w Stanach Zjednoczonych i traktowany jak narkotyk. Wyjątek ustanowiono jedynie dla rytuałów Amerykańskiego Kościoła Tubylczego, którego jedynie zarejestrowani członkowie mogą go posiadać, transportować i zażywać.

## Obrzędy

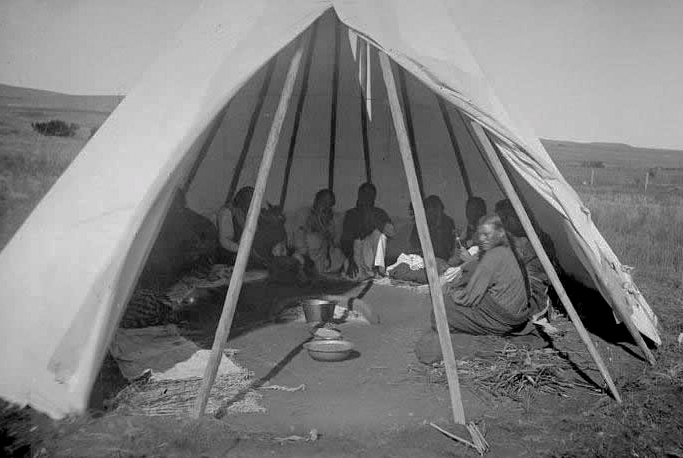
Rytułał pejotowy w tipi, 1892

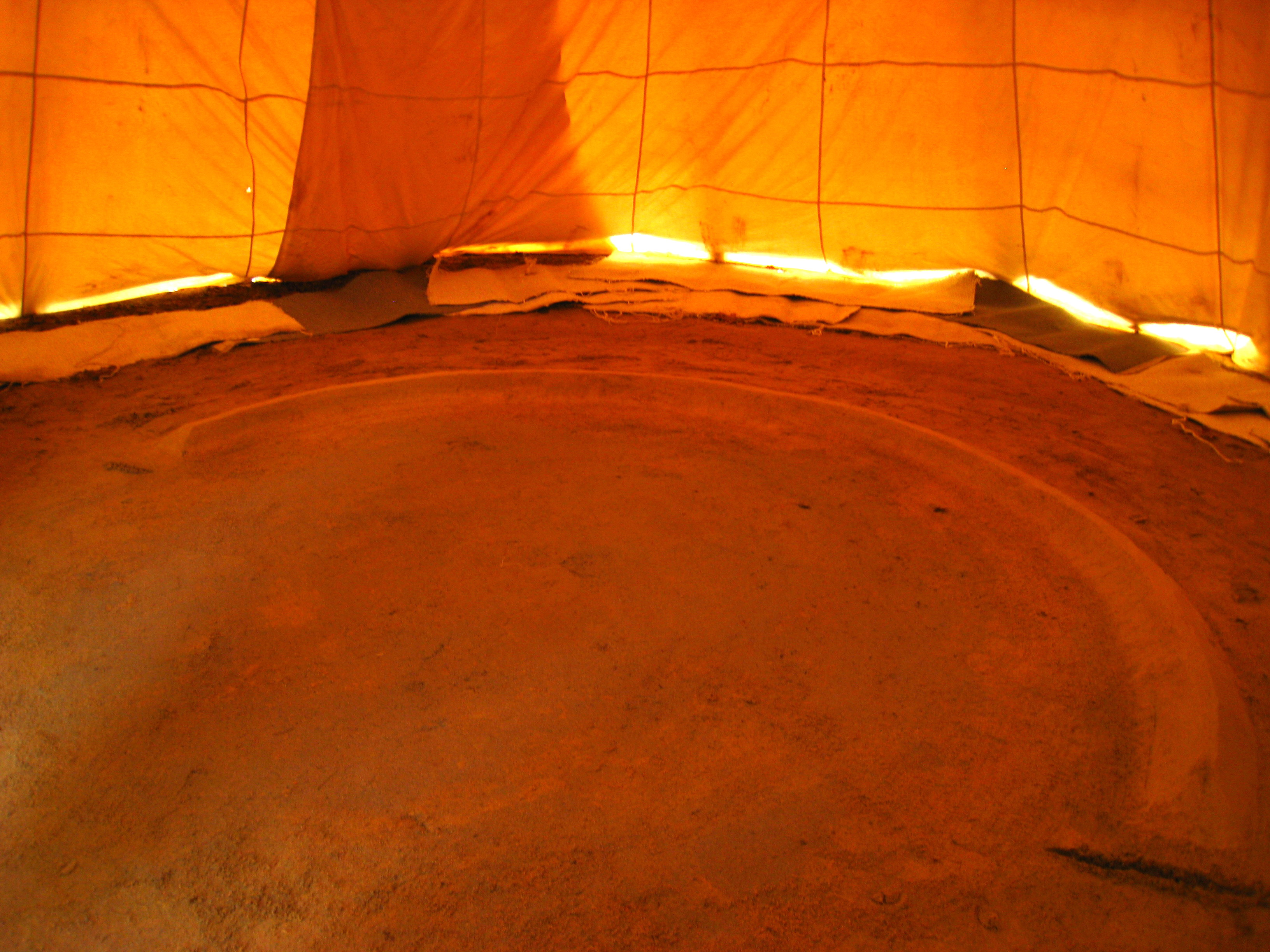
„Pejotowa Droga”

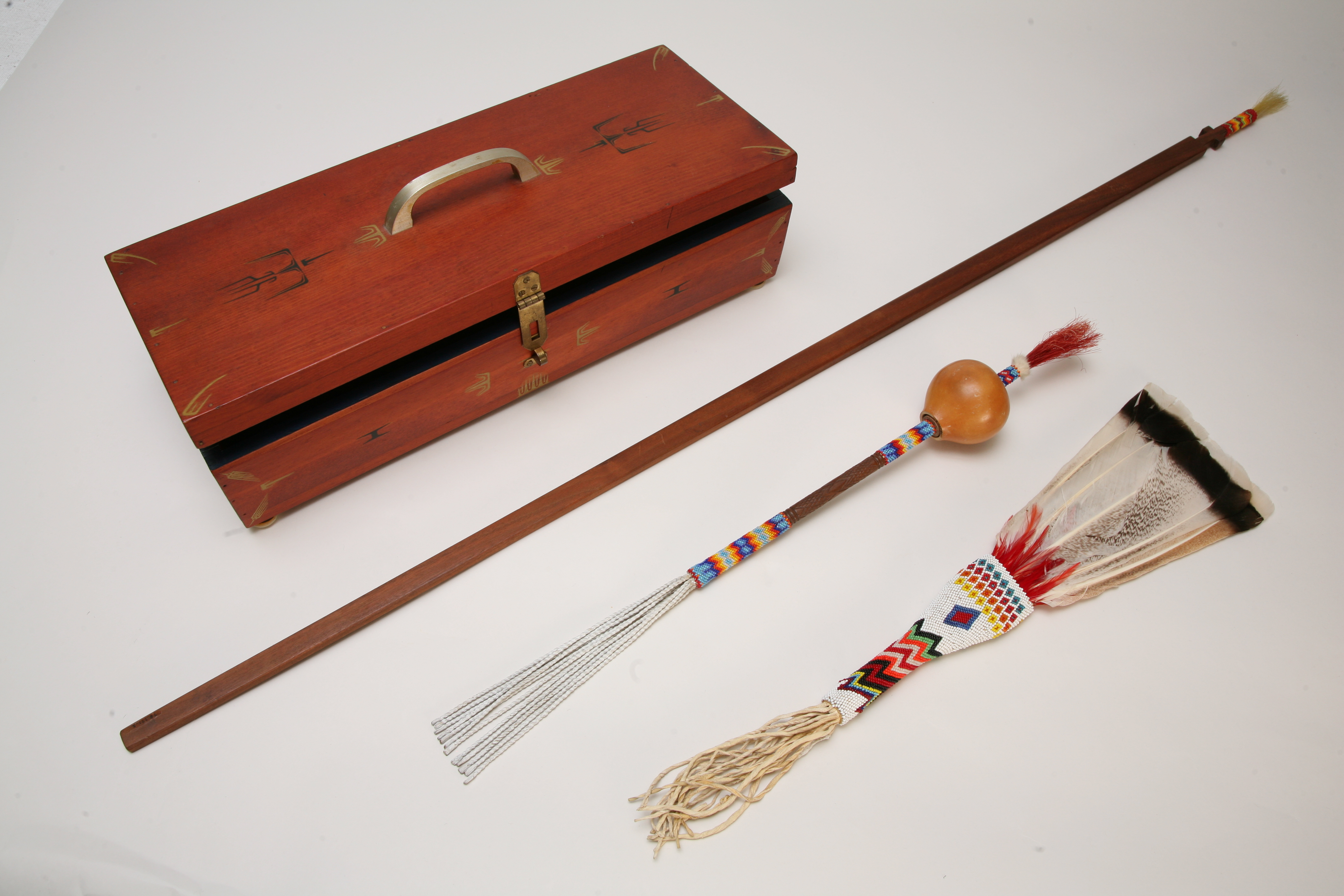
Rytualne przedmioty pejotowego rytuału

Obrzędy religijne wyznawców pejotyzmu, podobnie jak doktryna, mieszają w sobie elementy zaczerpnięte z chrześcijaństwa, jak i z indiańskich tradycji. Nie ma jednego scenariusza ceremonii i różne grupy wyznawców, mimo wielu wspólnych cech, czerpią w różnych proporcjach z różnych tradycji kulturowych i religijnych.
Rytuał pejotowy, nazywany spotkaniem (ang. meeting), jest odprawiany periodycznie lub z okazji dużych świąt religijnych albo prywatnych. Zaczyna się on zazwyczaj w sobotę o zachodzie słońca i trwa do niedzielnego wieczora. Odbywa się on w namiocie (tipi), specjalnym baraku lub na wolnym powietrzu. W centralnym miejscu usypuje się kopczyk z ziemi w kształcie półksiężyca, przed którym płonie święte ognisko, wokół którego, w półkolu, gromadzą się ludzie. Przedmiotami rytualnymi używanymi w ceremonii są wachlarz z piór, grzechotka, laska z piórami, gwizdek, bęben, czasem również chrześcijańska Biblia. Spotkanie jest prowadzone przez Przywódcę (ang. Roadman) wspomaganego przez Głównego Bębnistę, Strażnika Kadzidła, Strażnika Ognia oraz przez żonę lub inną żeńską krewną Przywódcy.
Mimo pewnej różnorodności Spotkanie obejmuje takie elementy, jak kontemplacja, wspólne lub indywidualne modlitwy, śpiewy (często łączące elementy indiańskie i chrześcijańskie), bicie w bęben i tańce. Niektóre grupy czytają fragmenty z Biblii. Przed przyjęciem pejotlu Przywódca wygłasza kazanie, oczyszcza się usta liściem szałwii. Sakramentalne spożycie plasterków pejotlu, na wzór Komunii św., jest najważniejszą częścią ceremonii i następuje z reguły kilka razy w trakcie nocy. Ma ono uwolnić wyznawców od szarej codzienności i pomóc nawiązać dialog z Bogiem i siłami nadprzyrodzonymi. W trakcie napływających wizji Pejotysta przekazuje siłom nadprzyrodzonym nurtujące go problemy i próbuje zdobyć ich pomoc oraz rozważa koleje własnego życia. Nad ranem towarzyszka Przywódcy serwuje siedem sakramentalnych rodzajów jedzenia: wodę, rozdrobnioną wołowinę, kukurydzę, ryż, truskawki, ciasteczka i cukierki. Po wschodzie słońca, na zakończenie nocnej ceremonii, wszyscy uczestnicy jedzą wspólne śniadanie, po południu również obiad.

## Wierzenia i etyka
Pejotowa religia łączy tradycyjne wierzenia indiańskie i chrześcijańskie, często jest wręcz uważana za indiańską odmianę chrześcijaństwa. Nie obejmuje ona jednak osób, które są chrześcijanami w tradycyjnym znaczeniu, jak i Indian praktykujących tradycyjne indiańskie kulty. Wierzenia i teologia w obrębie Kościoła są zróżnicowane, poszczególne grupy i indywidualni członkowie w różnym zakresie, według własnego upodobania, korzystają z chrześcijańskiej teologii i szeregu lokalnych wierzeń i praktyk. Według wyznawców Pejotystą jest osoba, która rytualnie spożywa pejotl. Ogólnie rzecz biorąc, silnie zakorzeniona jest wiara w jednego, najwyższego Boga (Wielkiego Ducha, Manitu), utożsamianego z Bogiem Ojcem, przenikającego i kontrolującego rzeczywistość. Komunikuje się on z ludźmi poprzez różne istoty nadprzyrodzone, wywodzące się z indiańskiej mitologii. Ptak Wodny lub Duch Pejotowy utożsamiane bywają z Duchem Świętym, a Pejotowa Kobieta lub Duch Pejotowy mają wiele cech łączących ich z Jezusem.
Centralną rolę w pejotyzmie odgrywa pejot, roślina, jak wierzą Indianie, otrzymana bezpośrednio od Boga w celu ulżenia niedolom i pomocy w komunikacji ze światem nadprzyrodzonym. Niektóre plemiona uważają listki pejotlu za personifikację Pejotowego Ducha, równoważnego z Jezusem wysłannika Bożego do Indian, lub za samego Jezusa. Przyjmowanie pejotlu jest sakramentem. Oprócz komunikacji z duchami ma on moc oświecania umysłu i pomocy realizacji pejotystycznego kodeksu moralnego, zwanego „Pejotową Drogą”, czerpiącego dużo z etyki chrześcijańskiej. Do najważniejszych przykazań moralnych „Pejotowej Drogi” należy braterska miłość do wszystkich ludzi, bezwarunkowa opieka nad rodziną i wykształcenie dzieci, samowystarczalność ekonomiczna osiągnięta własną pracą, tak by nie wymagać pomocy od innych. Dodatkowo duży nacisk kładzie się na uczciwość i abstynencję od wszelkich napojów alkoholowych.